# Ca' Sagredo (Conselve)
Ca' Sagredo è una villa veneta risalente al XVII secolo sita nel centro storico del comune di Conselve in provincia di Padova.

## Descrizione
L'aspetto architettonico delle ville venete offre una considerevole varietà di forme e dimensioni con una ricca tipologia che scaturisce dall'evoluzione cronologica, dall'adeguamento a differenti situazioni ambientali e dalle possibilità economiche del committente stesso. 
Ca' Sagredo, uno degli edifici più interessanti del territorio di Conselve, si presenta con il suo prolungarsi su di un solo piano (caratteristica che la rende unica tra le 4.243 ville catalogate dall'Istituto Regionale Ville Venete), con la varietà del profilo, con la forma della pianta, come un edificio eccezionale nella campagna padovana. 

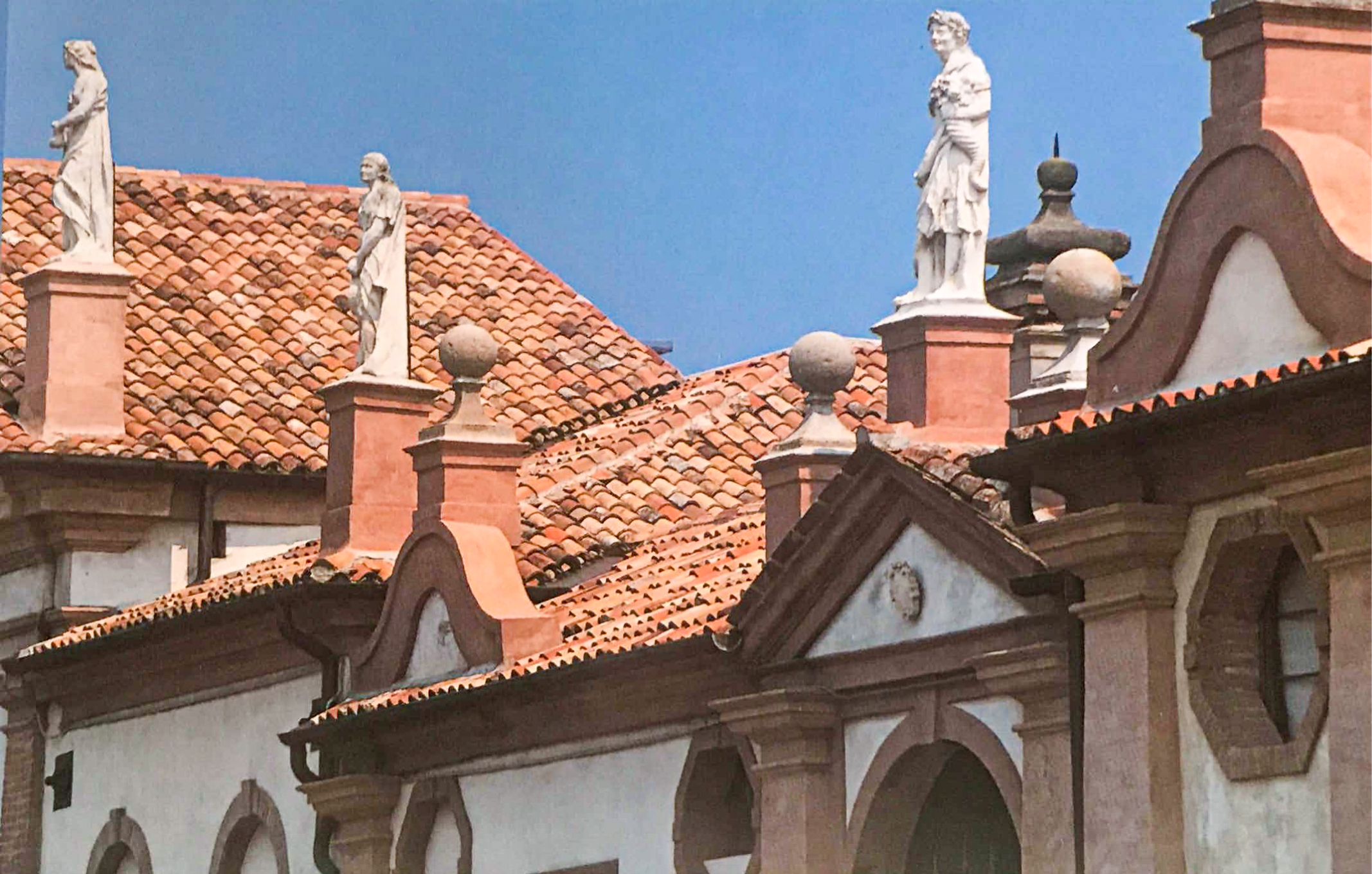
Particolare delle statue

Nel progetto iniziale doveva essere solo l'entrata ma la mancata elezione a Doge di Giovanni non fece proseguire i lavori per cui rimase solo un progetto. L'edificio è caratterizzato da una struttura lunga e bassa, nella cui parte centrale le finestre sono divise da paraste che reggono l'architrave e un grande timpano sormontato da volute barocche e da statue in pietra delle figure allegoriche quali Musica, Poesia, Agricoltura, Ricchezza, Carità, Fama e Abbondanza. 
Ai lati della parte nobile del fabbricato figurano due cancelli che attraverso un breve portico conducono al giardino ed al brolo della casa. Alle estremità della villa si aprono parallele altre due costruzioni minori adibite ai servizi: le barchesse.

### Interni

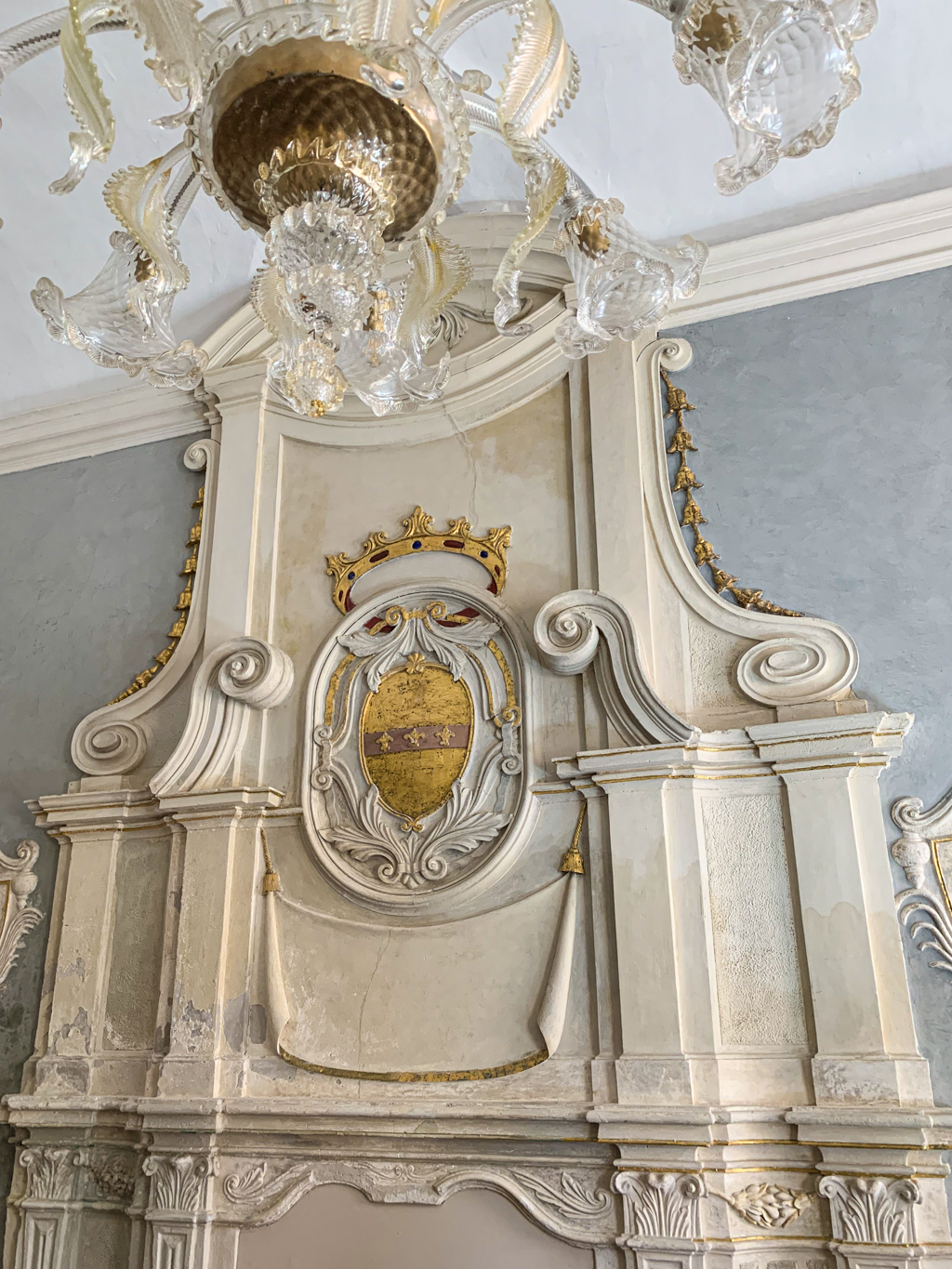
Stemma araldico dei Sagredo - Sala dello Scudo

Gli interni conservano ammirevoli stucchi e marmorini settecenteschi che identificano le quattro sale di maggior pregio. Dall'entrata sulla destra si trovano la Stanza dei Vasi e la Sala dello Scudo, caratterizzata appunto da un imponente caminetto barocco recante l'Arma dei Sagredo: fascia di rosso caricata da tre gigli d'oro in campo d'oro (concessione del Re Sole Luigi XIV, a testimonianza dell'intelligente e attiva opera di Ambasciatore della Serenissima svolta del Cavaliere Giovanni Sagredo presso la corte Francese); a sinistra dell'ingresso invece vi sono la Stanza delle Colonne (o Ionica) e la Sala del Liocorno con un bel trofeo di armi e arnesi guerreschi su una parete e su quella di fronte un grande caminetto con l'immagine del Liocorno: uno dei simboli araldici dei Sagredo che deriva dal contatto con l'inglese Oliver Cromwell.
Nell'Ottocento venne eseguita la prima grande opera di restauro, dopo il saccheggio delle soldatesche francesi nella fine del Settecento. A sinistra dell'atrio d'ingresso una lapide reca questa iscrizione: "I Veneti Patrizi Sagredo costruirono nel secolo XVII. La N.D. Letizia Toderini dei Gagliardis dalla Volta pronipote dalle N.D, Marianna Sagredo n. Fabbris restaurava nel secolo XIX".

### Stucchi veneziani
Gli ambienti nobili di Ca' Sagredo sono ornati da graziosi motivi decorativi tipicamente settecenteschi in stucco e marmorino. Lo stucco è una miscela di calce aerea e altri elementi inerti (es. sabbia, polvere di marmo, cocciopesto), acqua ed eventuali additivi (terre naturali colorate, paglia, argille ecc.) in opportune proporzioni. Detti materiali vengono applicati sulle superfici in numero di strati che può variare da periodo a periodo. Lo stucco è stato usato in architettura con diverse funzionalità: strutturali, tecniche e soprattutto decorative, per impreziosire gli interni ed esterni di case, chiese e palazzi, nonché nell'esecuzione di rivestimenti di superfici di elementi architettonici come cornici, fregi e decorazioni. 
L'arte dello stucco fu prerogativa dell'arte romana e la storia dell'arte può seguirne tracce e mutamenti, dagli stili ridondanti del Rococò, specie quello siciliano, a quelli più sobri e raffinati dell'arte veneziana che li denominava "marmorini" - quando applicati a rivestimento di elementi portanti - e "stucchi" per indicare la tecnica utilizzata per elementi figurativi e che vedeva nel periodo del Settecento la sua massima espressione sia per l'uso delle tecniche, sia per i materiali. La medesima tecnica venne usata alla fine del Settecento e agli inizi dellOttocento; tuttavia in quel periodo si assiste ad un cambio dei materiali. Il cocciopesto fu sostituito da malte a base di calce magnesiaca e sabbia di fiume e si assisterà a una variazione del numero degli strati preparatori che da sette, divengono uno o due al massimo. La tecnica dello stucco rimase in ogni caso presente, se non protagonista, fino alla ripresa della sua cromia bianca, durante il periodo neo-classico.

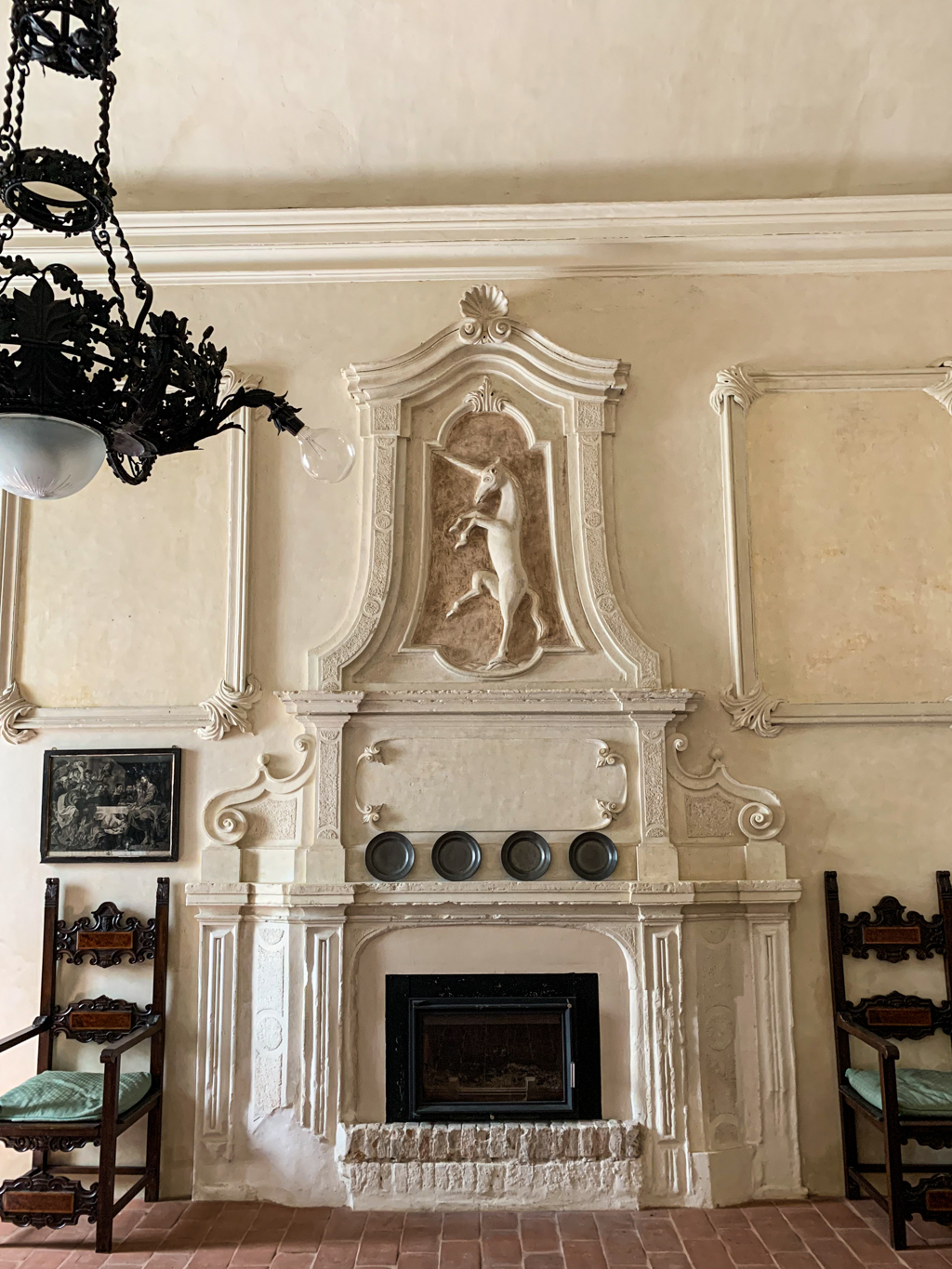
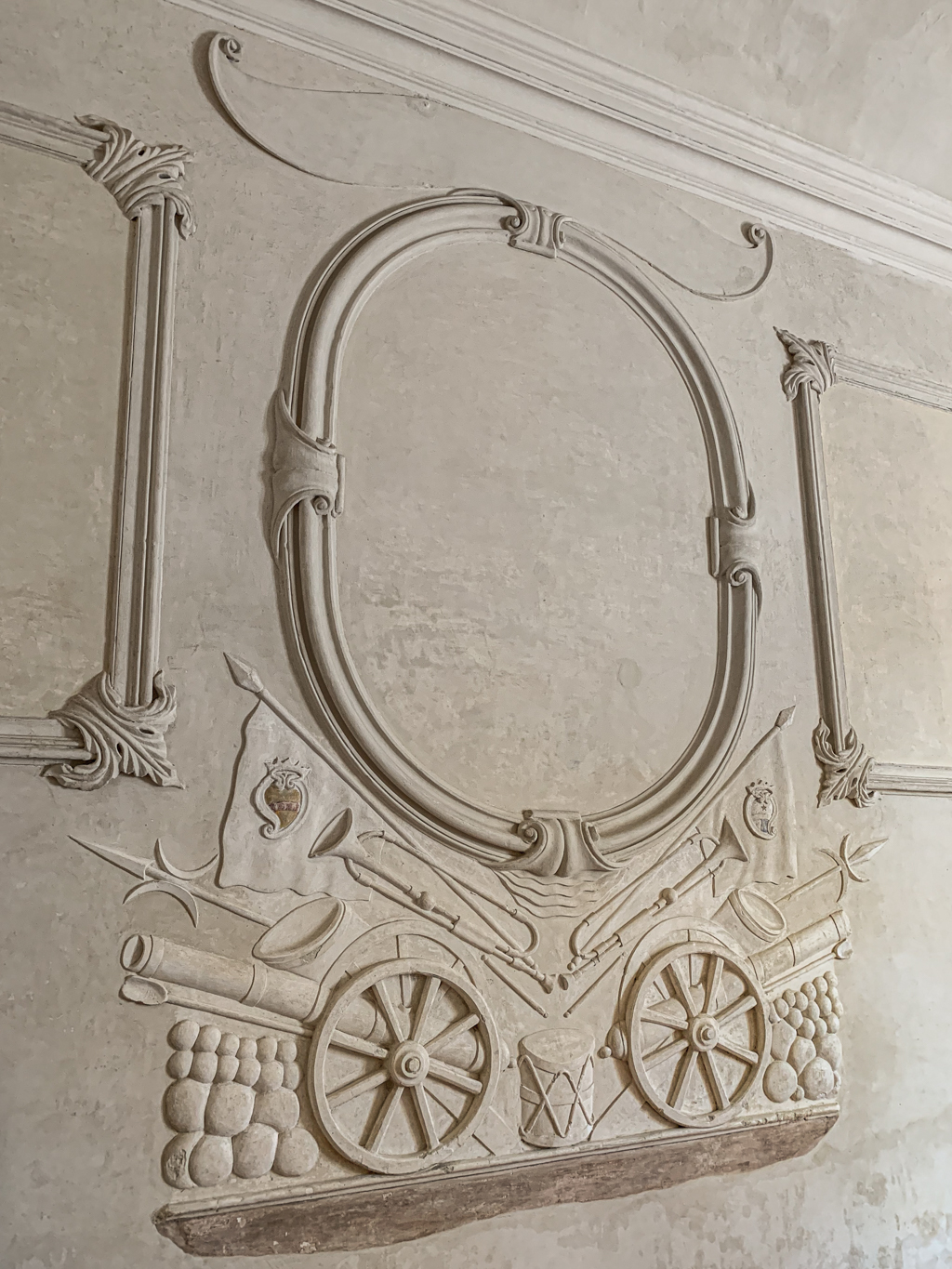
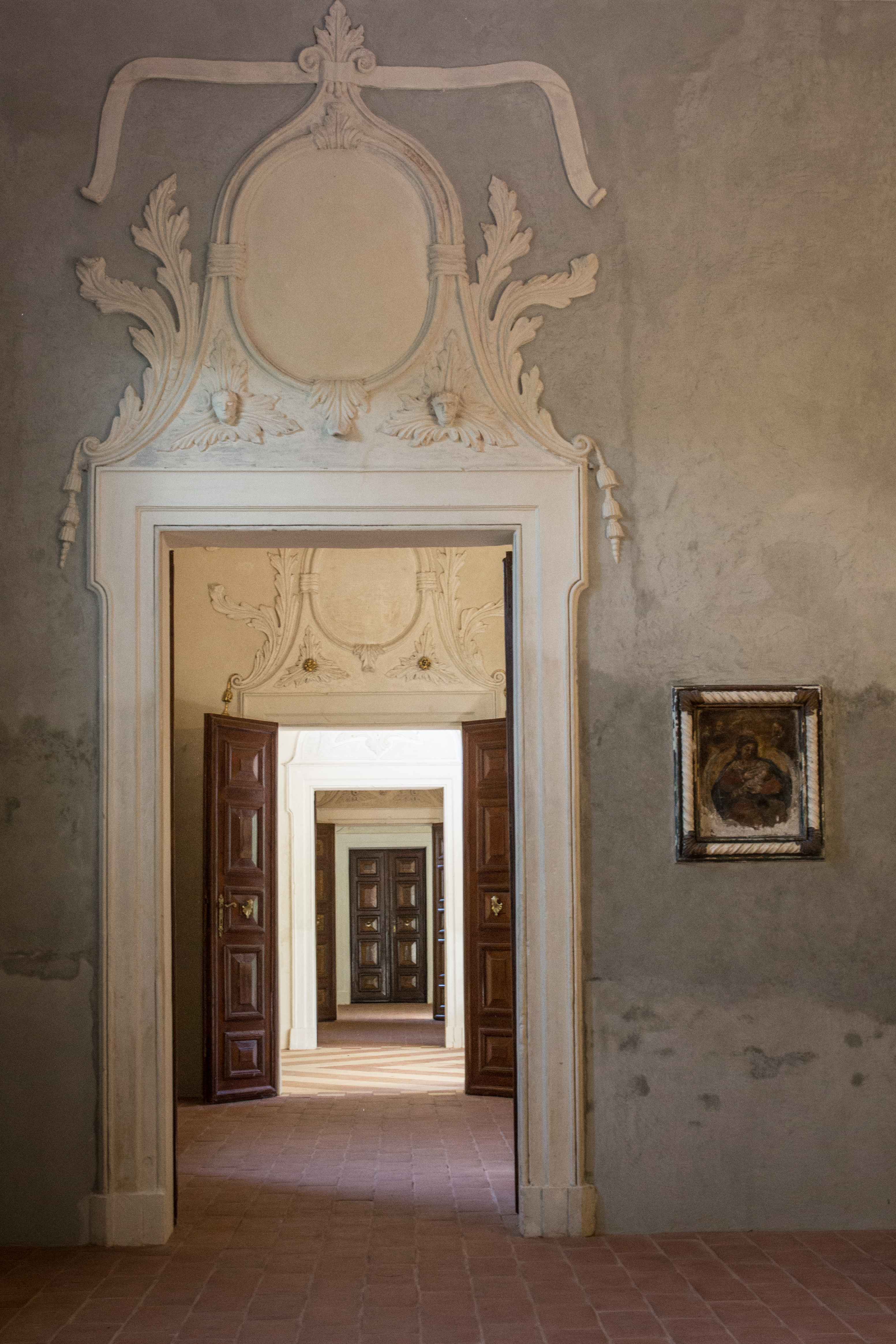

## Storia
I Sagredo risultano proprietari di terreni nel Conselvano già dai primi del Cinquecento, ma la costruzione di Ca' Sagredo si presume possa risalire attorno al 1660 per volontà di Giovanni Sagredo, storico e diplomatico insigne che fu potestà di Padova e ambasciatore della Serenissima presso le principali corti europee.
L'edificio tipicamente seicentesco, era stato concepito come padiglione da caccia, trasformato poi in signorile dimora di campagna da Pietro Sagredo, figlio di Giovanni.
Amico del Cardinal Mazzarino (che gli regalò un orologio d'oro tempestato di diamanti) e della regina madre Anna (mamma del Re Sole) Giovanni Sagredo fu autore dell'Arcadia in Brenta - una raccolta di novelle scritta sotto lo pseudonimo di Ginnesio Gavardo Vacalerio, messa poi in commedia dal Goldoni - e di una storia in quattro tomi sulle guerre turco-veneziane nel periodo compreso tra 1300 e 1646, intitolata "Memorie istoriche de' monarchi ottomani', tradotta anche in francese.
La villa, dopo avere subito una serie di vicissitudini storiche e sociali nel corso del Settecento e il saccheggio napoleonico ai primi dell'Ottocento, passò in eredità ai Balzan, che la restaurarono, e da questi ai Conti Toderini dei Gagliardis dalla Volta, attuali proprietari, che portarono a termine l'ultimo profondo restauro della villa nel 2013.

### Famiglia Sagredo
Dalle numerose fonti si evince che anche la provincia di Padova divenne interesse dei patrizi veneziani i quali iniziarono ad investire nelle campagne soprattutto tra il XVI secolo e il XVII secolo, acquisendo le proprietà che un tempo appartenevano alle antiche famiglie padovane (Papafava, Capodilista, Buzzaccarini) e arricchendo di apparati decorativi le ville, le quali nel frattempo divennero testimonianza del loro status economico.
I Sagredo giunsero nella Laguna Veneta fin dall'anno 480 dalla città di Sebenico (Dalmazia) e furono aggregati all'Ordine Patrizio in occasione della dedizione della loro città di origine a Venezia alla quale parteciparono in maniera decisiva, e alla Serrata del Maggior Consiglio del 1297 ottennero la conferma del patriziato. 
Furono tra le famiglie aristocratiche più ricche e influenti della Repubblica di Venezia ed alcuni esponenti ricoprirono cariche importanti al tempo della Serenissima. Essi divennero procuratori, ambasciatori e senatori del Consiglio dei Dieci, intellettuali e letterati. Nel 1676 Nicolò Sagredo fu eletto doge. La famiglia fu insignita del titolo comitale dall'Impero austro-ungarico nel 1849.

## Contesto storico
Le ville venete costituiscono senza dubbio un insieme notevolissimo, sia per numero che per importanza architettonica, di costruzioni singolari e spesso piene di fascino; la loro diffusione sul territorio rappresenta un fenomeno che merita di essere considerato non soltanto negli aspetti architettonici e paesaggistici, ma anche nelle sue cause storiche, politiche, economiche e nei suoi riflessi sociali e culturali. La presenza delle ville venete nel territorio è da considerare l'aspetto più appariscente della diffusione della cultura veneziana nella terraferma.
L'espansione maggiore dei veneziani in terraferma e la conseguente diffusione delle ville avvenne dopo la guerra della Lega di Cambrai a partire dal '500 e dimostra l'orientamento politico della Serenissima Repubblica, che dagli interessi commerciali marittimi espandeva sempre più il proprio interesse agli investimenti fondiari in terraferma, rivelatasi un'iniziativa economica redditizia.
Durante la seconda metà del Cinquecento, tale tipologia (la casa-villa) divenne sempre più edificio di rappresentanza perdendo il carattere di residenza provvisoria atta a vigilare sulle attività produttive delle campagne.